# Andrea di Giovanni
Andrea di Giovanni y Centélles (Messina, 9 februari 1742 - Catania, 10 juni 1821) was luitenant-grootmeester van de Orde van Malta na de dood van Innico Maria Guevara-Suardo in 1814 tot aan zijn dood zeven jaar later.
Andrea di Giovanni kreeg het voor elkaar om de Orde van Malta door de grote Europese orde uit te roepen tot een soevereine orde. Tevens was  hij als onderhandelaar aanwezig op het Congres van Wenen in 1815. Di Giovanni stierf in 1821 en werd opgevolgd door Antonio Busca.